# Cynthia Potter
Cynthia Potter, född den 27 augusti 1950 i Houston i Texas, är en amerikansk simhoppare.
Hon tog OS-brons i svikthopp i samband med de olympiska simhoppstävlingarna 1976 i Montréal.